# Badia d'Algesires
|  | Per a altres significats, vegeu «Algesires». |

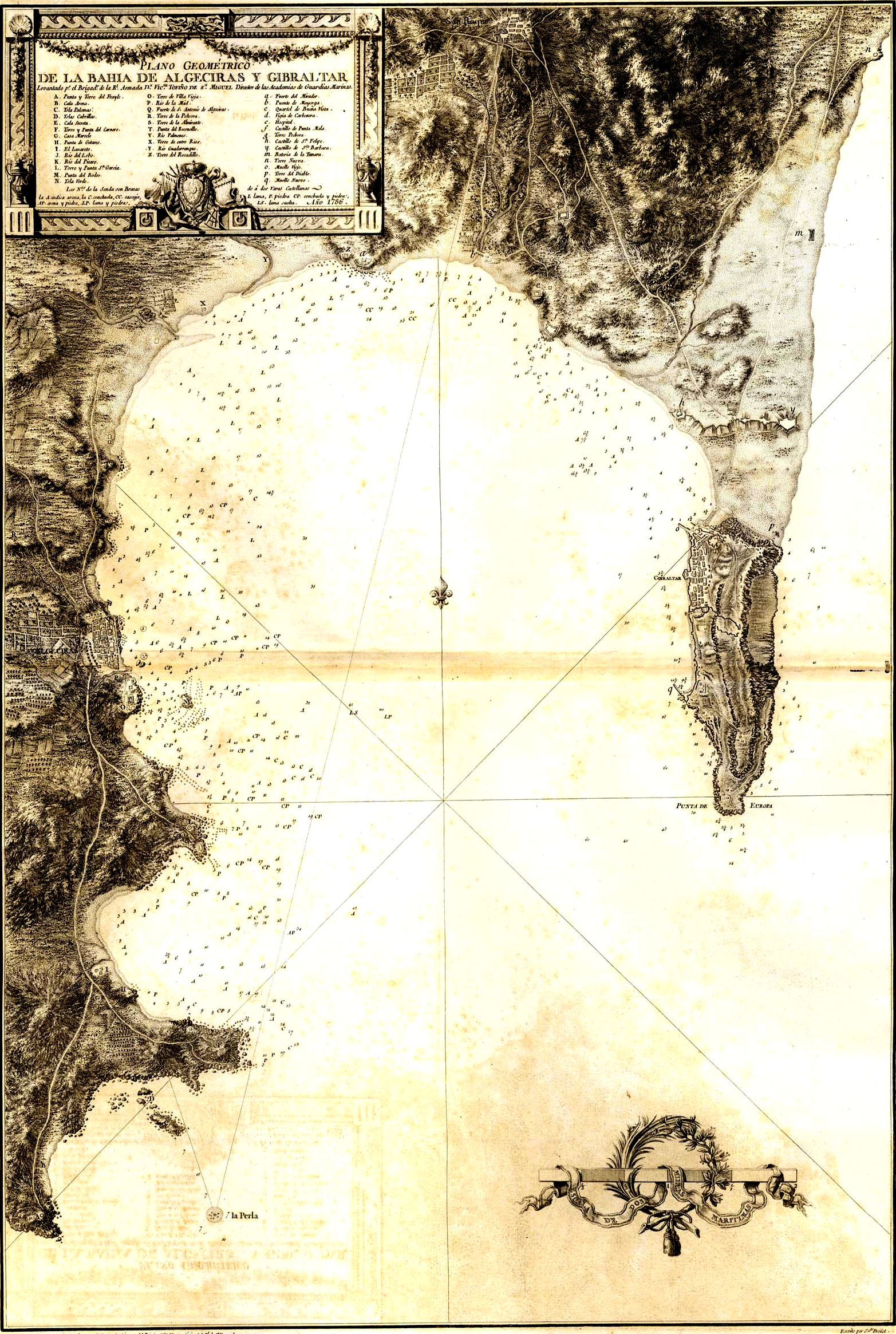
Mapa del.

La badia d'Algesires és una badia situada al sud d'Espanya, a l'estret de Gibraltar, tancada a l'est per la península homònima, on es troba el penyal de Gibraltar. Té uns 10 km de llarg per uns 8 d'ample, el que es tradueix en una superfície de 7.500 hectàrees, amb profunditats de fins a 400 m al centre de la badia.
Les seves riberes pertanyen, d'oest a est i en sentit horari, als municipis d'Algesires, Los Barrios, San Roque i La Línea de la Concepción (a la província espanyola de Cadis).
En les seves ribes hi ha dues actius ports, el de Gibraltar i el d'Algesires (el qual, amb el nom de Port Badia d'Algesires, ocupa la pràctica totalitat de la riba espanyola).
Dos fars senyalitzen l'entrada a la badia, el de punta d'Europa, a Gibraltar, a l'est, i el de Punta Carnero, a la costa algesirenya, a l'oest.

## Polèmiques
La badia d'Algesires és escenari continu de protestes de grups ecologistes, els quals denuncien especialment l'anomenat  Bunkering . Aquesta activitat consisteix en el traspàs de petroli o derivats d'aquest d'un vaixell a un altre en el mar. S'han produït en els últims anys accidents de gavarres destinades a aquesta activitat, especialment amb destinació a Gibraltar, que s'han traduït en abocaments de fuel i altres derivats.
Aproximadament es transvasen 5 milions de tones de fuel marí cada any. Aquests transvasaments els porten a terme sobretot tres companyies amb base a Gibraltar.
També ha sorgit polèmica la presència de vaixells caçatresors a la badia durant l'any 2007 que, segons les autoritats espanyoles han pogut espoliar jaciments arqueològics subaquàtics d'importància.